# Karl Reutter
Karl Reutter (* 13. April 1830 in Uslar, Hannover; † 21. April 1891 in Graz) war Kaufmann, Privatier und Abgeordneter zum Österreichischen Abgeordnetenhaus.

## Leben
Karl Reutter war Sohn des Realitätenbesitzers Georg Reutter. Er lebte ab etwa 1850 in Österreich und war ab 1862 Eisenhändler in Marburg. Ab 1877 lebte er in Graz und war zuletzt Privatier.
Von 1877 bis 1879 war er Vizepräsident und von 1880 bis 1884 Präsident des Steiermärkischen Gewerbevereins.
Karl Reutter war von 1870 bis 1878 Mitglied im steiermärkischen Landtag (III., IV. und V. Wahlperiode), Kurie Städte und Märkte. Er war nach 1870 Vizebürgermeister von Marburg und von 1878 bis 1883 Gemeinderat von Graz.
Er war evangelisch A.B. und ab 1863 verheiratet mit Theresa Perko, mit der er einen Sohn und eine Tochter hatte.

## Politische Funktionen
Karl Reutter war vom 27. Dezember 1871 bis zum 7. September 1873 Abgeordneter des Abgeordnetenhauses im Reichsrat (IV. Legislaturperiode) und vertrat dort für das Kronland Steiermark die Kurie Landgemeinden in der Steiermark (Marburg, Cilli, Rann, Tüffer, Lichtenwald, Oberburg, Lauffen, Praßberg, Sachsenfeld, Hoheneck, Windischgratz, Windisch-Feistritz, Schönstein, Hohenmauthen, Mahrenberg, Saldenhofen, Pettau, Friedau, Polstrau, Luttenberg, Rohitsch).